# Форойс
Форойс (укр. Форойс, до 2016 г. — Жовтневое) — село,
Розовская поселковая община,
Пологовский район,
Запорожская область,
Украина.
Код КОАТУУ — 2324984805. Население по переписи 2001 года составляло 8 человек.

## Географическое положение
Село Форойс находится на расстоянии в 0,5 км от села Кобыльное.

## История
- В 1945 году село Центрооктябрь переименовано в Октябрьское (укр. Жовтневое)[4] в честь Октябрьской революции.
- В мае 2016 года постановлением № 1353-VIII[5] название села было «декоммунизировано»[6][7] ВРУ и переименовано в село Форойс.[8]